# 蒋巷镇
蒋巷镇是中国江西省南昌市南昌县下辖的一个镇。

## 行政区划
蒋巷镇共辖1个居委会和17个行政村，分别是：
蒋巷街居委会、胜利村、五丰村、立新村、联圩村、三洞村、滁北村、山尾村、蒋巷村、白岸村、北旺村、柏岗山村、洲头村、叶楼村、高梧村、垾上村、河边村、玉丰村。